# Saison 1961-1962 de la LIH
Saison précédente Saison suivante
La Saison 1961-1962 est la dix-septième saison de la ligue internationale de hockey.
Les Zephyrs de Muskegon remportent la Coupe Turner en battant les Saints de St. Paul en série éliminatoire.

## Saison régulière
Apparition du « Leading Rookie award » qui sera remis à la recrue de l'année dans la ligue. En vue de cette saison, la LIH décide d'abolir les divisions. Ainsi les quatre meilleures formations accèdent aux séries éliminatoires. En raison du nombre impair d'équipes, les Chiefs d'Indianapolis sont appelés à disputer une rencontre de moins que les autres clubs.

### Classement de la saison régulière
Pour les significations des abréviations, voir Statistiques du hockey sur glace.
| Clt   | Équipe                 | PJ | V  | D  | N | BP  | BC  | Pts |
| ----- | ---------------------- | -- | -- | -- | - | --- | --- | --- |
| +001, | Zephyrs de Muskegon    | 68 | 43 | 23 | 2 | 334 | 242 | 88  |
| +002, | Saints de St. Paul     | 68 | 42 | 25 | 1 | 291 | 209 | 85  |
| +003, | Millers de Minneapolis | 68 | 41 | 26 | 1 | 261 | 234 | 83  |
| +004, | Knights d'Omaha        | 68 | 37 | 28 | 3 | 264 | 227 | 77  |
| +005, | Komets de Fort Wayne   | 68 | 33 | 31 | 4 | 265 | 245 | 70  |
| +006, | Chiefs d'Indianapolis  | 67 | 19 | 48 | 0 | 220 | 348 | 38  |
| +007, | Mercurys de Toledo     | 68 | 17 | 50 | 1 | 222 | 352 | 35  |

- Champion de la saison régulière
- Qualifié pour les séries éliminatoires

### Meilleurs pointeurs
| Joueur           | Équipe      | PJ | B  | A  | Pts | Pun |
| ---------------- | ----------- | -- | -- | -- | --- | --- |
| Len Thornson     | Fort Wayne  | 67 | 32 | 90 | 122 | 14  |
| Reg Primeau      | Fort Wayne  | 67 | 39 | 66 | 105 | 40  |
| Chick Chalmers   | Omaha       | 68 | 29 | 73 | 102 | 18  |
| Joe Kastelic     | Muskegon    | 68 | 47 | 54 | 101 | 72  |
| Harry Ottenbreit | Minneapolis | 65 | 36 | 65 | 101 | 33  |
| Ed Bartoli       | Minneapolis | 66 | 32 | 68 | 100 | 145 |
| Bryan McLay      | Muskegon    | 68 | 47 | 52 | 99  | 27  |
| Ken Yackel       | Minneapolis | 66 | 50 | 48 | 98  | 103 |
| Eddie Long       | Fort Wayne  | 58 | 48 | 48 | 96  | 106 |
| Bryan Derrett    | St. Paul    | 66 | 36 | 60 | 96  | 53  |

## Séries éliminatoires
Les séries éliminatoires se déroulent du 20 mars au 8 avril. Les vainqueurs des demi-finales s'affrontent pour l'obtention de la Coupe Turner.

### Tableau
|  | Demi-finales           | Demi-finales       |                     |   | Finale | Finale |
|  | Demi-finales           | Demi-finales       |                     |   | Finale | Finale |
|  |                        |                    |                     |   |        |        |
|  |                        |                    |                     |   |        |        |
|  |                        |                    |                     |   |        |        |
|  | Zephyrs de Muskegon    | 4                  |                     |   |        |        |
|  | Zephyrs de Muskegon    | 4                  |                     |   |        |        |
|  | Millers de Minneapolis | 1                  |                     |   |        |        |
|  | Millers de Minneapolis | 1                  | Zephyrs de Muskegon | 4 |        |        |
|  |                        |                    | Zephyrs de Muskegon | 4 |        |        |
|  |                        | Saints de St. Paul | 0                   |   |        |        |
|  | Saints de St. Paul     | Saints de St. Paul | 0                   | 4 |        |        |
|  | Saints de St. Paul     |                    |                     | 4 |        |        |
|  | Knights d'Omaha        | 3                  |                     |   |        |        |
|  | Knights d'Omaha        | 3                  |                     |   |        |        |

### Demi-finales
Pour les demi-finales, l'équipe ayant terminé au premier rang lors de la saison régulière, les Zephyrs de Muskegon, affrontent l'équipe ayant terminé au troisième rang, les Millers de Minneapolis, puis celle ayant fini au deuxième rang, les Saints de St. Paul, font face à l'équipe ayant pris la quatrième place, les Knights d'Omaha. Pour remporter les demi-finales, les équipes doivent obtenir quatre victoires.
| Date    | Équipe à domicile      | Score | Équipe visiteuse       |
| ------- | ---------------------- | ----- | ---------------------- |
| 20 mars | Zephyrs de Muskegon    | 5-1   | Millers de Minneapolis |
| 22 mars | Zephyrs de Muskegon    | 8-4   | Millers de Minneapolis |
| 24 mars | Millers de Minneapolis | 3-2   | Zephyrs de Muskegon    |
| 25 mars | Millers de Minneapolis | 5-7   | Zephyrs de Muskegon    |
| 27 mars | Zephyrs de Muskegon    | 9-2   | Millers de Minneapolis |

Les Zephyrs de Muskegon remportent la série 4 victoires à 1.
| Date    | Équipe à domicile  | Score    | Équipe visiteuse   |
| ------- | ------------------ | -------- | ------------------ |
| 20 mars | Saints de St. Paul | 5-2      | Knights d'Omaha    |
| 22 mars | Saints de St. Paul | 3-2 (Pr) | Knights d'Omaha    |
| 24 mars | Knights d'Omaha    | 6-2      | Saints de St. Paul |
| 25 mars | Knights d'Omaha    | 4-2      | Saints de St. Paul |
| 27 mars | Saints de St. Paul | 6-4      | Knights d'Omaha    |
| 29 mars | Knights d'Omaha    | 3-0      | Saints de St. Paul |
| 30 mars | Saints de St. Paul | 2-1      | Knights d'Omaha    |

Les Saints de St. Paul remportent la série 4 victoires à 3.

### Finale
La finale oppose les vainqueurs de leur série respectives, les Zephyrs de Muskegon et les Saints de St. Paul. Pour remporter la finale les équipes doivent obtenir quatre victoires.
| Date    | Équipe à domicile   | Score    | Équipe visiteuse    |
| ------- | ------------------- | -------- | ------------------- |
| 3 avril | Zephyrs de Muskegon | 7-6 (Pr) | Saints de St. Paul  |
| 5 avril | Zephyrs de Muskegon | 7-4      | Saints de St. Paul  |
| 6 avril | Saints de St. Paul  | 2-5      | Zephyrs de Muskegon |
| 8 avril | Saints de St. Paul  | 1-2 (Pr) | Zephyrs de Muskegon |

Les Zephyrs de Muskegon remportent la série 4 victoires à 0.

### Effectifs de l'équipe championne
Voici l'effectif des Zephyrs de Muskegon, champion de la Coupe Turner 1962:
- Joueur-entraineur : Morris Lallo.
- Joueurs : Jim McLeod, Claude Boucher, Ron Stephenson, Joe Kiss, Larry Lund, Lyle Porter, Gerry Glaude, Ken Hayden, Stan Konrad, Warren Back, Bryan McLay et Joe Kastelic.

## Trophées remis
| Trophée               | Description                       | Vainqueur           |
| --------------------- | --------------------------------- | ------------------- |
| Coupe Turner          | Champion des séries éliminatoires | Zephyrs de Muskegon |
| Trophée Fred-A.-Huber | Champion de la saison régulière   | Zephyrs de Muskegon |

| Trophée                  | Description                                         | Vainqueur                                |
| ------------------------ | --------------------------------------------------- | ---------------------------------------- |
| Trophée Leo-P.-Lamoureux | Meilleur pointeur                                   | Len Thornson des Komets de Fort Wayne    |
| Trophée James-Gatschene  | Joueur MVP                                          | Eddie Long des Komets de Fort Wayne      |
| Leading Rookie award     | Meilleur joueur recrue                              | Dave Richardson des Komets de Fort Wayne |
| Trophée James-Norris     | Gardien avec la plus faible moyenne de buts alloués | Glenn Ramsay des Knights d'Omaha         |